# Transfemininost
Transfemininost, pogosto okrajšana v transfem ali transfemme, se nanaša na osebo s transspolno in/ali nebinarno in/ali spolno raznoliko spolno identiteto in katere spol je večinoma ženski ali feminin, bodisi po identiteti, spolnem izrazu ali oboje. Navadno opisuje žensko ali feminino osebo, ki ji je bil pri rojstvu pripisan moški spol. Transfeminine osebe se lahko identificirajo kot ženske, lahko pa tudi ne. Pogosto zase uporabljajo izraze trans in femme.
Osebe, ki se identificirajo kot transfem, so običajno, vendar ne izključno, osebe, ki si prizadevajo za ženstven spolni izraz, se izdentificirajo ali delno identificirajo kot ženske, ali pa imajo željo po medicinski tranziciji, da bi njihove telesne značilnosti bile bolj tipično feminine.
Transfemininost je lahko izraz za samostojno spolno identiteto ali pa krovni izraz, ki vključuje različne identitete, kot so:
- transspolne ženske,
- nebinarne osebe, ki doživljajo svoj spol bolj ženski ali feminin,[7]
- spolno fluidne osebe, katerih spol je pretežno ženski/feminin, ves čas ženski/feminin ali nekaj časa ženski/feminin,
- demipunce oz. demiženske, ki se delno identificirajo kot ženske ali feminine in delno z drugim społom.

Zavod TransAkcija v Slovarju navaja, da so trans femme osebe "osebe, ki jim je bil ob rojstvu pripisan moški spol ter obstajajo na femininem delu spektra transspolnosti. Lahko so nebinarne ženstvene osebe raznih spolnih identitet ali pa transspolne ženske."

## Etimologija
Izraz "transfemininost“ je med prvimi uporabila Jane Nance leta 1985 v članku "TRANSFEMININE!!!“, ki je bil objavljen v reviji The TV-TS Tapestry. Nance je opisala, da ji je bil ob rojstvu pripisan moški spol, vendar ima žensko identiteto in ne "osnovne moške samopodobe“. Takratna terminologija je bila sicer, predvsem z ustaljeno rabo izrazov, kot so "transvestit“ in "transseksualec“, sicer neustrezna in ni upoštevala, da se ob predstavljanju kot ženska Nance ne počuti kot "moški, oblečen v ženska oblačila“, temveč da je ženska, a nima interesa za kirurško potrditev spola.
Transfeminina je bila ena od identitet, ki so postale na voljo v razdelku spola na omrežju Facebook v letu 2014.

## Sorodni izrazi
Podoben, vendar drugačen krovni izraz kot transfeminini spekter je spekter "MTF" oseb (ženski-v-moški spol), ki opisuje osebe, ki jim je bil ob rojstvu pripisan moški spol in so opravile proces oz. so v procesu tranzicije za feminizacijo. Tako izraz transfemininost kot izraz MTF nista omejena na osebe, ki se izrecno opredeljujejo kot ženske.
Izraza "Transfemininost“ in "MTF" imata različne odtenke pomena, ki lahko ljudem ustrezajo na različne načine. Izraz transfemininost navadno ne nakazuje pripisanega spola neke osebe, temveč primarno označuje njen spolni izraz. Obstajajo na primer tudi transspolne ženske, ki imajo raje bolj maskulin kot feminin spolni izraz. Medtem pa spekter MTF ne določa nujno, da je nek spolni izraz feminin, ampak se opredeljuje predvsem glede na pripisan spol. Raba tega izraza je lahko sporna, saj se nekatere transspolne osebe lahko počutijo neprijetno, če se opozarja na njihovo spolno dodelitev. Zaradi teh nians lahko ljudje zase izbirajo izraz, ki je najprimernejši ne le za najbolj natančen opis njihove identitete, temveč tudi za njihovo lastno udobje in varnost.
Med sorodnimi izrazi sta tudi "demipunca" ali "demiženska", ki opisujeta osebo, ki se le delno identificira kot ženska ali feminina oseba, delno pa z drugim spolom, ne glede na spol, ki ji je bil pripisan ob rojstvu.
Nasprotje transfeminini osebi je transmaskulina oseba. Izraza transmaskulinost in transfemininost lahko nakažeta, da osebe, ki se tako opisujejo spadajo bolj k eni strani spolno binarnega spolnega sistema, a ne pomeni hkrati, da so osebe omejene na binarnost.

### Trans ženske in transfeminine osebe
Tako trans ženska kot transfeminina oseba sta oznaki spolne identitete in se lahko prekrivata, če se neka oseba identificira z obema izrazoma. Johnson na primer pravi, da se "trans ženske lahko identificirajo tudi kot transfemme." Glavna razlika je v tem, da se transfemme oseba lahko identificira kot ženska, lahko pa tudi ne. Savannah Cole to pojasni tako: "Trans ženska je oseba, ki se identificira kot ženska in ji je bil ob rojstvu pripisan moški spol. Transfemme oseba pa je nekdo, ki se identificira s spolom, ki je bolj feminin od spola, ki ji je bil pripisan ob rojstvu, vendar ni nujno trans ženska."
Trans ženske se tako navadno identificirajo kot ženske, transfem osebe pa se identificirajo primarno s femininostjo. Tako transfem osebe kot trans ženske so tipično osebe, ki jim je bil pripisan pri rojstvu moški spol, se tipično izražajo in predstavljajo na feminin način in spadajo pod krovni koncept transspolnih identitet. Tako trans ženske kot transfem osebe se lahko odločijo za tranzicijo, če imajo do nje varen dostop, lahko pa tudi ne oz. se same odločajo, kateri elementi tranzicije so jim blizu.

## Vpliv spolnih vlog
Spolne vloge so se skozi čas in med kulturami spreminjale, nenehno pa so imele pomembno vlogo pri naših predstavah o tem, kako se druge osebe obnašajo, kako razmišljajo in kako se izražajo. Spolne vloge najbolj vplivajo na uporabo izraza transfem, ko ljudje samodejno domnevajo, da bo osoeba, ki se identificira kot femme oz. feminina, svoj spol tudi izražala na ženstven način. Ta predpostavka ne upošteva, da obstaja veliko drugih načinov za izražanje spola in čeprav je v cisheteronormativnih družbah običajno, da spolni izraz osebe odraža njeno identiteto, temu ni vedno tako.
Cole pravi, da so "spolne vloge v zahodni kulturi nedvomno vplivale na izraz trans femme“. Opozarja, da "na prvi pogled lahko zaradi spolnih stereotipov domnevamo, da pod to oznako spadajo le transspolne ženske, vendar je to daleč od resnice“. Veliko drugih oseb pod okriljem trans je lahko transfemme. Dodaja, da se "trans ženske, trans moški, nebinarni in spolno fluidni ljudje lahko identificirajo kot trans femme“.

## Transmizoginija
Trans ženske in transfeminine osebe so podvržene dvojnemu bremenu transfobije in mizoginije in "se morajo pogosto zavzemati za svoje najosnovnejše potrebe, vključno s pravico, da živijo in delajo, kar želijo, pravico do zdravstvene oskrbe, pravico do nošenja ženskih oblačil v javnosti, brez da bi bile aretirane."
Transmizoginija je mizoginija, tj. sovraštvo do žensk, ki je usmerjeno proti trans ženskam. Zavod TransAkcija navaja, da so te "tako dvojno diskriminirane: kot transspolne osebe in kot ženske." Mizoginija je sovraštvo do žensk ali prepričanje, da so ženske manjvredne, posledično pa lahko spodbuja sovražno ali nasilno vedenje do žensk in femininih oseb, saj ženskost in ženstvenost veljata v družbi za manjvredni glede na moškost in možatost. "Mizoginija obstaja kot neizogibna posledica patriarhata, kjer se ženske oziroma vse, kar je pojmovano kot žensko in ženstveno, dojema kot manjvredno. Lahko je bolj ali manj očitna, neposredna oz. posredna."
Eden najbolj škodljivih mitov o transfemininih osebah je, da "gre za nekakšno vrsto 'ultragejev'", tj. moških, ki so "tako homoseksualni, da so obkrožili veliki krožnik spola in 'postali ženske'." K temu je deloma pripomoglo tudi dojemanje drag kulture s strani cisspolne javnosti. Pretirana ženstvenost, ki so jo od gej moških pričakovali mediji, zlasti v priljubljenih oddajah, kot sta RuPaul's Drag Race in Queer Eye, je dala kulturno verodostojnost zastarelim teorijam, kot je "sindrom 'sissy boy'" Richarda Greena. Greene je patologiziral ženstveno vedenje pri mladih osebah, ki jim je bil pripisan moški spol, kot 'napovedovalca homoseksualnosti'.
Pri transfemininih osebah obstaja povečano tveganje za spolno viktimizacijo, vključno s spolnim nasiljem in nadlegovanjem, kot pri drugih populacijah. Študija, ki je preučevala spolno nasilje nad transfemininimi osebami v Združenih državah Amerike, je poročala, da medtem ko 1 od 5 žensk (20%) doživi poskus posilstva v času svojega življenja, v primerjavi z 1 od 59 moških (1,7%), te številke narastejo, ko pride do transfemininih oseb. Povprečna pogostost spolnega nasilja nad trans ženskami in transfemininimi osebami je pb. 50%, oz. 1 od 2 transfemininih oseb. 
 

V zbranih izjavah trans žensk ob 8. marcu, ki jih je leta 2018 zbral Zavod TransAkcija, ena izmed trans žensk poroča: 
“Ko rečem, da sem ženska, veliko ljudi misli, da v resnici nisem. To je mnenje, ki je lahko izraženo direktno ali ne, je pa prisotno povsod, tudi v krogih žensk, saj povsod prevlada vizija, da spol določajo genitalije. Ljudje, ki tako razmišljajo, me ne morejo sprejeti kot naravno žensko. Mislijo, da ker nisem bila pripoznana kot ženska polovico svojega življenja, da nimam ničesar skupnega z izkušnjami in situacijami, ki jih ženske doživljajo, kljub temu, da se sama vidim kot ženska od rojstva naprej in da so danes moje izkušnje z družbo enake ali hujše kot te od cisspolnih žensk, saj nimam vedno možnosti skriti svoje zgodovine.”